# Лубенькино (Андреапольский район)
Лубенькино — посёлок в Андреапольском муниципальном округе Тверской области России. До 2019 года входила в состав ныне упразднённого Андреапольского сельского поселения.

## География
Посёлок находится в западной части Тверской области, в зоне хвойно-широколиственных лесов, на левом берегу Западной Двины, при автодороге 28К-0001, на расстоянии примерно 10 километров (по прямой) к югу от Андреаполя, административного центра округа. Абсолютная высота — 212 метров над уровнем моря.

### Климат
Климат характеризуется как умеренно континентальный. Среднегодовая температура воздуха — 3,9 °C. Средняя температура воздуха самого холодного месяца (января) — −9,6 °C (абсолютный минимум — −46 °C), средняя температура самого тёплого (июля) — 16,8 °С (абсолютный максимум — 34 °С). Безморозный период длится около 130 дней. Годовое количество атмосферных осадков составляет 743 мм, из которых большая часть выпадает в тёплый период. Снежный покров держится в течение 147 дней.

### Часовой пояс
Посёлок Лубенькино, как и вся Тверская область, находится в часовой зоне МСК (московское время). Смещение применяемого времени относительно UTC составляет +3:00.

## Население
| 2002 | 2010 |
| ---- | ---- |
| 90   | ↘65  |

### Национальный состав
Согласно результатам переписи 2002 года, в национальной структуре населения русские составляли 91 %.